# Solarkalender
Ein Solarkalender oder Sonnenkalender nimmt den Lauf der Erde um die Sonne als Basis für die Zeiteinteilung, ohne den Mond zu berücksichtigen. Seine Basisgröße ist das Tropische Jahr (oder Sonnenjahr) mit etwa 365,242 Tagen.

## Charakteristiken
Der Vorteil eines Solarkalenders gegenüber einem Lunarkalender ist, dass er mit den Jahreszeiten korreliert. Eine Verschiebung der Jahreszeiten wird verhindert, indem sich der Solarkalender streng nach dem zwischen zwei Frühlingspunkten gemessenem Sonnenjahr richtet.
Da ein Sonnenjahr keine ganze Anzahl von Tagen lang ist, sondern ca. 365¼ Tage umfasst, kann ein Solarkalender nicht nur aus Gemeinjahren bestehen, die immer die gleiche Anzahl an Tagen besitzen, sondern muss auch Schaltjahre aufweisen. Die notwendigen Korrekturen geschehen durch das Einfügen (die Interkalation) von Schalttagen, wobei die genauen Regeln der Kalenderrechnung spezifisch für den jeweiligen Kalender sind.
Ein Solarkalender hat meistens zwölf Monate, was sich auf die Mondphasen bezieht (schon der alte ägyptischen Kalender hatte zwölf Zeitabschnitte zu je 30 Tagen). Der Begriff Monat (etymologisch verwandt mit Mond) ist ein Relikt aus dem älteren Lunarkalender, dessen Jahr aus 12 Mond-Perioden (Lunationen) zusammengesetzt ist.

## Beispiele
Ein oft genutzter Solarkalender ist der gregorianische Kalender, der sich als offiziell gebrauchter Kalender in fast allen Ländern der Erde durchgesetzt hat.
Von den Alternativen zum gregorianischen Kalender berücksichtigt derjenige Kalender, der den Schalttag alle 128 Jahre ausfallen lässt, die Länge des Sonnenjahres am besten. Johann Heinrich Mädler nahm diese alte Erkenntnis in seinem 1865 vorgestellten Kalender wieder auf.
Auch Fiskalkalender sind in der Regel Sonnenkalender. Weil in weiten Teilen des Osmanischen Reichs offiziell der lunare islamische Kalender in Gebrauch war, wurde ein Fiskalkalender entwickelt, mit dessen Hilfe die Jahressteuer immer zur Erntezeit erhoben werden konnte.
Historische Sonnenkalender sind der iranische Kalender, der julianische Kalender (Vorgänger des gregorianischen) und der koptische Kalender.
Der älteste europäische Solarkalender in der Höhle von Magura im nordwestlichen Balkangebirge (Bulgarien) zeigt 366 Tage und stammt aus dem Neolithikum.